# 全光焄
全光焄（1956年3月28日—），韩国極右派政治人物及牧師、宗教教育者，拥护李承晩、朴正熙的反共保守傾向，韩国基督教总联合会代表会长。

## 生平
1956年3月28日，全光焄出生于大韓民国慶尚北道義城郡。光云電子工業高等學校卒業，后自称于1978年入学大韩神学校，1984年毕业并取得神学学士学位，自称于1999年8月入学安养大学校研究生院，2000年2月毕业。然而其2014年竞选大韩耶稣教长老会（大神）总会长时所提交的学历证明被安养大学否认，称其与1978年时大韩神学院所用者形制不同；且学历证明上地址为堂山洞，而1978年本校位于青坡洞，未有设在堂山洞的设施；且本校毕业生名簿中难以找到其名字；在媒体查证，其入学的很可能是同名的未获认可学校后，又有团体揭发在该校毕业生名单中亦不见全光焄踪影。
2015年，时任大韩耶稣教长老会（大神）第49代总会长的全光焄，不顾教团内的反对声，将教团与大韩耶稣教长老会（白石）合并，合并后称大韩耶稣教长老会（白石大神）。2017年，水原地方法院安养支院依「投票人数未达要求」为由，判决合并无效。2019年，大韩耶稣教长老会（白石大神）将其开革；唯韩国对牧师资格并无任何形式上的官方认证，全光焄旋即组织「复原总会」，自称大神教团第50代总会长。2019年1月起任绝大多数成员教团均已退出的韩国基督教总联合会会长。
2019年9月20日参与创立「文在寅下野泛国民斗争本部」，任总括代表。随后在光化门广场组织多场反文在寅游行、宗教礼拜活动。2020年2月21日，首尔市政府因2019冠状病毒病疫情暂时禁止了集会活动，但全光焄仍于次日举行集会，并发表「祈祷便死也是光荣」「我们的目标便是死亡」「正因为会染上肺炎才更要这么做」「即便被病毒感染也是在保卫大韩民国」“室外根本就没有感染风险，哈利路亚！”等言论，引起争议。
2020年2月24日晚，首尔中央地方法院下发拘捕令，全光焄被警方拘留。据媒体报道，全光焄因在光化门集会活动中呼吁民众支持某一政党而涉嫌违反《公职选举法》，还涉嫌贪污、伪造私人文件、渎职、受贿等10多项罪名。全光焄又因在防疫期间举行集会活动被首尔市政府以涉嫌违反《传染病预防法》为由向警方告发。

## 备注
1. ↑  「焄」，音同「熏」。[1]部分中文媒体将其名字记作“全光勋”。[2]
2. ↑  大韩神学校原为大韩耶稣教长老会（大神）下属学校，1990年改组为大神大学，1995年改称现名安养大学校（朝鲜语：안양대학교）。学历伪造争议爆发后，经查证其所入学的很可能是由前者的创始人金致善牧师之子金世昌（音）所另设的未获教育部认可的坐落于堂山洞（朝鲜语：당산동）的同名非正规私立学校，既不同于当时位于青坡洞的安养大学之前身，亦不同于1996年因教团分裂而新设，坐落于石水洞（朝鲜语：석수동）的大韓神學大學院大學校（朝鲜语：대한신학대학원대학교）。[4][5]